# Бертельс, Андрей Андреевич
Андре́й (Ге́нрих) Андре́евич Берте́льс (1841—1903) — петербургский архитектор.

## Биография
Окончил Петербургское коммерческое училище. Учился в Петербургском строительном училище (1856—1863), которое окончил со званием архитекторского помощника. В 1865—1870 годах работал в Москве помощником архитектора М. Г. Арнольда на строительстве зданий Московско-Курской железной дороги и в том числе деревянного Нижегородского вокзала в Москве. Выстроил локомотивное депо, мастерские и водонапорную башню на станции Царицыно. В 1867—1870 служил архитектором Московского почтамта.
В 1870 году вернулся в Санкт-Петербург, где построил ряд жилых домов, общественных зданий и промышленных сооружений. Архитектор Санкт-Петербургского городского кредитного общества (1880—1884), Санкт-Петербургско-Тульского земельного банка (1886—1890), Государственного банка (1891—1903). Член Петербургского общества архитекторов.
Построил служебный дом на Волковском лютеранском кладбище.
Похоронен в Санкт-Петербурге на Смоленском православном кладбище.

## Постройки в Петербурге
Известные работы архитектора А. А. Бертельса в Санкт-Петербурге. Указаны современные адреса:
- Комплекс зданий Апраксина двора. Фонтанки наб. — Апраксин пер. — Садовая ул., 28—30 — Ломоносова ул., 3—5; Апраксин пер., 18, 20; Апраксин двор, 15, 16, 21, 22, 23, 24, 26, 27, 28, 30, 31, 32, 33, 35, 36, 39, 45, 46, 47, 49, 50, 51, 52, 53, 54, 55, 56, 57 (1874—1879)[4][5][6][7][8][9][10][11][12][13][14][15][16][17][18][19][20][21][22][23][24][25][26][27][28][29][30][31][32][33][34]

- Доходный дом А. С. Апраксина. Фонтанки наб., 69 — Апраксин пер., 20—22 (1877—1878)[35]

- Дом Т. О. Туранова (надстройка, перестройка). Моховая ул., 25 — Пестеля ул., 17 (1878)[36]

- Доходный дом. Виленский пер., 9 (1879)[37]

- Доходный дом. Фонтанки наб., 82 — Джамбула пер., 1х (1879—1881)[38]

- Доходный дом (расширение). 7-я Красноармейская ул., 23 — Советский пер., 16 (1880)[39]

- Доходный дом Л. О. Линевича. Фонтанки наб., 67 (1882)[40]

- Здания рынка Линевича. Фонтанки наб., 61, 59 (1882—1884)[41]

- Доходный дом Нимана (перестройка). Разъезжая ул., 1 — Загородный пр., 20 (1885—1886)[42][43]

- Здание фабрики спиртового производства И. И. Иона. Лиговский пр., 57 — Лиговский пер., 5х (1888)[44]

- Здание фабрики товарищества водочного и ликёрного завода «Иван Ион». Лиговский пр., 61В — Лиговский пер., 3 (1888)[45]

- Дом СПб Тульского поземельного банка (переделка интерьеров). Невский пр., 63 (1896)[46]

- Квартирный корпус Санкт-Петербургской Ссудной казны. Фонтанки наб., 70—74В (1898—1900)[47]

- Дома для служащих Государственного банка. Загородный пр., 19 (1898—1900)[48]

- Доходный дом. Ленина ул., 22 (1899)[49]

- Доходный дом. Ораниенбаумская ул., 3 (1901)[50]

- Здание Государственного банка (надстройка). Наб. канала Грибоедова, 30 (1903—1904)